# Distributivní svaz
Distributivní svaz je v matematice označení svazu, jehož dvě operace jsou vzájemně distributivní.

## Definice
Svaz (A,∧,∨) se nazývá distributivní, platí-li:
1. {\displaystyle \forall a,b,c\in A:a\wedge (b\vee c)=(a\wedge b)\vee (a\wedge c)}
2. {\displaystyle \forall a,b,c\in A:a\vee (b\wedge c)=(a\vee b)\wedge (a\vee c)}

Podmínky 1 a 2 jsou navzájem duální, tzn. platí-li jedna pak platí i druhá.

## Podsvaz distributivního svazu
Je-li svaz (A,∧,∨) distributivní, pak každý jeho podsvaz je také distributivní.

## Vlastnosti
Svaz (A,∧,∨) je distributivní právě tehdy, když žádný jeho podsvaz není izomorfní s M5 ani N5,
neboť tyto svazy distributivní nejsou (M5 je tzv. diamant , N5 tzv. pentagon).
V distributivním svazu platí obdoba pravidla o krácení z grup , tedy {\displaystyle \forall a,b,c\in A:a\wedge b=a\wedge c,a\vee b=a\vee c\Rightarrow b=c}.
Každý distributivní svaz je také modulární.

## Příklad
Svaz (P(M),{\displaystyle \subseteq \,\!}), kde P(M) je potenční množina je distributivní.